# Santa Chiara (Oper)
Santa Chiara ist eine romantische Oper in drei Aufzügen, die 1854 im Herzoglichen Hoftheater in Gotha uraufgeführt wurde. Das Libretto stammt von Charlotte Birch-Pfeiffer nach einer Romanvorlage von Johann Heinrich Daniel Zschokke, die Musik komponierte Herzog Ernst II.

## Geschichte
Nachdem Herzog Ernst zwischen 1846 und 1851 bereits drei Opern komponiert hatte, die auch über einige Bühnen außerhalb Coburgs und Gothas hinausgingen, folgte 1852 bis 1854 mit der Oper Santa Chiara sein erfolgreichstes und ambitioniertestes Werk. Ernst war sich dessen bewusst, dass die drei vorher komponierten Werke ihre Erfolge weniger der musikalisch-dramaturgischen Qualität als vielmehr der exponierten Stellung des Komponisten verdankten, und daher plante er sein nächstes Projekt umso sorgfältiger.
Er verpflichtete als Librettistin die versierte Schriftstellerin Charlotte Birch-Pfeiffer, deren auf Publikumswirkung ausgerichtete Stücke zu dieser Zeit auf deutschen Bühnen allgegenwärtig waren. Sie empfahl den Roman Die Prinzessin von Wolfenbüttel von Zschokke als Vorlage für das Libretto. Auf Wunsch des Komponisten wurde das fertige Libretto seinem Freund Gustav Freytag zur dramaturgischen Revision vorgelegt, der einen ursprünglich geplanten vierten Akt entfernte, weil dieser die Handlung unnötig in die Länge gezogen hätte.
Für die Instrumentation versuchte Ernst zunächst Richard Wagner zu gewinnen, und nachdem dieser abgelehnt hatte, beauftragte er den Konzertmeister der Hofkapelle, Traugott Krämer, mit dieser Aufgabe. Die fertige Partitur schickte er an Giacomo Meyerbeer nach Paris, und nach dessen abschließender Beurteilung gab Ernst das Werk zur Aufführung frei.
Am 2. April 1854 fand unter der Leitung von Franz Liszt die Uraufführung statt, und in den nächsten Jahren wurde das Werk an den meisten großen Bühnen Deutschlands und des benachbarten Auslands aufgeführt. Durch Vermittlung von Meyerbeer erfolgte im Jahre 1855 die Aufnahme des Werkes in den Spielplan der Pariser Oper, wo es mehr als 60 Mal aufgeführt wurde.
Am 29. Mai 1927 fand die letzte Aufführung in Coburg statt. Ernst II. hatte sämtliche Urheberrechte und die damit verbundenen finanziellen Vorteile den Mitgliedern der Hofkapelle übertragen.
Fast hundert Jahre danach, am 18. Februar 2022, wurde im Staatstheater Meiningen eine Neuproduktion gezeigt. Das Notenmaterial wurde dabei zum ersten Mal herausgegeben durch den Komponisten Peter Leipold.

## Charakteristik
Santa Chiara ist zwar in formaler Hinsicht eine durchkomponierte große Oper, aber es lässt sich das traditionelle, durch Rezitative verbundene Nummernschema erkennen. Die Partitur verarbeitet stilistisch Einflüsse der italienischen Oper vom Typ Vincenzo Bellinis oder Gaetano Donizettis, besonders wo es um die Darstellung leidenschaftlicher Affekte geht. Unverkennbar ist aber auch die Ähnlichkeit zur deutschen Liedtradition. So deuten etwa gefällige melodische Inspirationen wie Victors Romanze „Am blum’gen Rain“ aus dem 1. Akt oder Berthas Cavatine „Jedwede Hoffnung, jedes Glück“ aus dem 2. Akt darauf hin, dass das Talent des Komponisten eher dem Lyrischen als dem Dramatischen entsprach.
Das Werk krankt, wie viele deutsche Opern dieser Zeit auch, an den Schwächen des Librettos, das häufig den Erfordernissen der Dramaturgie nicht entspricht und einerseits eine übertriebene Neigung zu romantisch-pittoresken Genrebildern zeigt und andererseits eine Reihe von Inkonsequenzen und unlogischen Details in Kauf nimmt, die im Sprechtheater kaum denkbar wären.
Die Tatsache, dass sogar ein derart versierter Dramatiker wie Freytag keine entschiedenen Einwände gegen den ihm vorgelegten Text hatte, zeigt deutlich, welch ästhetischen Rang das Libretto als literarische Gattung in Deutschland einnahm. Auffallend ist die oft bis ins Detail gehende Präformierung von Handlungselementen durch die Oper Guido et Ginevra von Halévy, die am 31. Oktober 1852 kurz vor Beginn der Arbeit an Santa Chiara erstmals in Coburg zur Aufführung gelangte. Dies trifft besonders auf den Finaleffekt des 1. Aktes zu, wo Charlotte während des Festes zusammensinkt, ihr Erwachen aus dem Scheintod im 2. Akt und das Liebesgeständnis des sozial unter ihr stehenden Verehrers am Sarg der vermeintlich Toten.

## Wirkung
Der 1853 ausgebrochene Krimkrieg und die damit verbundene Aversion des Westens gegen Russland haben möglicherweise zum Erfolg des Werkes beigetragen, und es ist wahrscheinlich, dass Ernst, selbst Politiker von europäischem Rang, bereits bei der Wahl des Inhaltes auf dessen Aktualität spekuliert hatte. Alexis personifiziert die vermeintliche Verderbtheit und Skrupellosigkeit der Russen, während der französische Aristokrat St. Auban den moralisch integeren Gegenspieler darstellt. Vor dem Hintergrund der Belagerung von Sewastopol, mit welcher sich der Krimkrieg seinem Höhepunkt näherte, musste die Konstellation Alexis/St. Auban das Pariser Publikum begeistern. Dass die Oper, wenigstens im deutschsprachigen Raum, bis zum Ende des 19. Jahrhunderts auf den Programmen stand, deutet darauf hin, dass das Werk abgesehen von der tagespolitischen Aktualität auch künstlerische Qualitäten aufzuweisen hat.

## Orchestrierung
Das Orchester besteht aus zwei Flöten (davon auch eine Piccolo), zwei Oboen, Englischhorn, zwei Fagotten, vier Hörnern, vier Trompeten, drei Posaunen, Tenorhorn, Bombardon, Pauken, Schlagzeug (Triangel, Kleine Trommel, Große Trommel, Tamburin, Tamtam), Harfe, Streicher.
Bühnenmusik hinter der Szene: Orgel, Glocken in D, Fis und A.

## Handlung

### 1. Akt
Der Hofstaat bereitet sich in einem prachtvollen Saal im Palast des Zarewitschs auf die Geburtstagsfeierlichkeiten für Charlotte Christina vor. Die Vorfreude auf das Fest wird durch die bekannte Tatsache getrübt, dass die beliebte Fürstin unter Demütigungen und Misshandlungen ihres brutalen Gatten zu leiden hat. Man bangt sogar um ihr Leben, nachdem sie sich geweigert hatte, die Mätresse von Alexis als Hofdame aufzunehmen, und dadurch dessen Wut bis zum Äußersten gereizt hat. Charlotte wollte daher an den väterlichen Hof zurückkehren und hat den ihr ergebenen Geheimsekretär Herbert dorthin gesandt, um die Einwilligung zur Rückkehr einzuholen, was aber mit Rücksicht auf die Staatsräson abgelehnt wurde. Diese Ablehnung stürzt sie in tiefe Verzweiflung, aus der sie auch das unerwartete Erscheinen des Victor de St. Auban, den sie insgeheim liebt, nicht reißen kann.
Alexis ist inzwischen fest entschlossen, sich der Gattin zu entledigen, und lässt sich vom Leibarzt Aurelius ein Gift verschaffen, das er ihr während der Geburtstagsfeierlichkeiten in den Wein träufelt. Vor den Augen der Festgäste bricht Charlotte leblos zusammen.

### 2. Akt
Charlotte liegt in der Trauerkapelle aufgebahrt im Sarg, als die Freunde erscheinen, um Abschied zu nehmen. Überwältigt von seinen Gefühlen, gesteht Victor der Toten seine Liebe und schwört, sie zu rächen. Dem Hofzeremoniell entsprechend, nimmt an den wenig später beginnenden Trauerfeierlichkeiten auch Alexis teil, der keinerlei Anzeichen von Reue zeigt und sich nur vom Tod seiner Gattin überzeugen will. Plötzlich hebt Charlotte drohend die Hand, was nur für Alexis sichtbar ist. Aurelius, der der Fürstin zu Dank verpflichtet war, hatte nämlich statt des Giftes nur ein starkes Narkotikum besorgt, dessen Wirkung nun nachlässt. Ehe der Sarg auf Befehl des entsetzten Zarewitschs geschlossen wird, können Aurelius und Herbert die Erwachende unbemerkt entführen.

### 3. Akt
Zehn Monate später lebt Charlotte mit Bertha in der Gegend von Resina bei Neapel unerkannt und glücklich im Asyl, wo sie von der Landbevölkerung als Heilige („Santa Chiara“) verehrt wird. Ihr zu Ehren findet ein Fest mit Gesang und Tanz statt, aber ihre Gedanken sind bei Victor, dessen Liebeserklärung sie im Sarg, scheintot aber mit wachen Sinnen, vernommen hat.
Nun wird sie noch einmal mit der Vergangenheit konfrontiert, als plötzlich Alexis erscheint, der nach einem fehlgeschlagenen Komplott gegen den Vater geflohen ist. Auf Befehl des Zaren sind ihm Victor und Aurelius gefolgt, und so kommt es zu einer letzten verhängnisvollen Begegnung. Das Zusammentreffen mit den Verfolgern und der Anblick Charlottes, die er für ein Phantom hält, veranlassen Alexis zum Suizid. Obwohl nun der Vereinigung der Liebenden nichts mehr im Wege steht, begnügen sie sich mit der Versicherung ewiger Freundschaft.